# باريس تورز 1982
باريس تورز 1982 هو سباق دراجات هوائية، وهو الموسم رقم 76 من باريس تورز، وأقيم في 10 أكتوبر 1982.
فاز بالمركز الأول جان-لوك فاندربروك، وبالمركز الثاني Pierino Gavazzi ‏، وبالمركز الثالث ألفونس دي وولف.

## الفائزون
| الترتيب | الفائز            |
| ------- | ----------------- |
| الفائز  | جان-لوك فاندربروك |
| الثاني  | Pierino Gavazzi ‏  |
| الثالث  | ألفونس دي وولف    |